# Banda de música de Nuestra Señora Madre de la Consolación de Huelva
La Banda de Música Nuestra Madre de la Consolación se crea en el año 1994 dentro del seno de la Hdad. de la Buena Muerte de la ciudad de Huelva.
Realiza su presentación en la Iglesia del Convento de las RR MM Agustinas en enero del mismo año, cosechando gran éxito. 
La Banda está formada por plantilla completa incluyendo cuerpo de cornetas y tambores propio, utilizados para las procesiones y dianas y pasacalles.
La Banda goza de gran prestigio tanto dentro de la provincia como en Andalucía, destacando entre sus actos el Pregón de la Semana Santa de Ciudad Real, Cértamen Internacional de Portugal y el Festival Internacional de Ayamonte en el año 1998.
Posee un gran repertorio de marchas procesionales, su gran especialidad, tocando al cabo del año en infinidad de estas, destacando el acompañamiento musical a Hermandades como los Favores de Granada, Buena Muerte, Calvario y Lanzada en Huelva o Mayor Dolor en Ayamonte.
- Datos: Q5718329